# Spór o Góry Czarne
Spór o Góry Czarne – sięgający połowy XIX w. spór między plemionami Dakotów a rządem Stanów Zjednoczonych i obecnymi prywatnymi użytkownikami spornych terenów o prawo własności do gór Black Hills (w języku sju Paha Sapa) na pograniczu dzisiejszych stanów Dakota Południowa i Wyoming, poszanowanie ich religijnego znaczenia jako „świętych gór” Indian i akceptowalne dla wszystkich stron sporu sposoby ich użytkowania. Spór obejmował gwarantujące tubylcom prawo do ziemi traktaty z rządem USA z połowy XIX w., wojny USA z Indianami z sąsiadującego z górami rejonu Wielkich Równin, proces osiedlania okolicznych plemion w rezerwatach w drugiej połowie XIX w., trwające dziesiątki lat starania Indian o potwierdzenie swoich praw w Sądzie Odszkodowań i Komisji Roszczeń Indiańskich w XX w., aż wreszcie korzystne dla plemion Siuksów – lecz nie wykonane w praktyce do dziś – wyroki sądów (w tym Sądu Najwyższego USA) w latach 80.

## Historia sporu
Góry Czarne to jedno ze świętych miejsc Indian Ameryki Północnej, wykorzystywane jako miejsce tradycyjnych pielgrzymek, modlitw, ceremonii, poszukiwania wizji i składania ofiar przez Indian z wielu okolicznych plemion od czasów przed europejską kolonizacją Ameryki Północnej do dziś. Dla Tubylczych Amerykanów z co najmniej kilkunastu plemion Wielkich Równin zarówno całe góry, jak i konkretne miejsca na ich terenie były i często nadal pozostają święte i mają charakter sanktuarium – jako cmentarzyska przodków, źródło indywidualnej siły duchowej, ośrodki odbudowywania i umacniania plemiennej tożsamości oraz miejsca, w których odbywają się indywidualne i zbiorowe tubylcze ceremonie religijne (w tym doroczny Taniec Słońca). Ten szczególny stosunek tradycyjnych Indian do ziemi od wielu dziesięcioleci bywa źródłem konfliktów z innymi użytkownikami Czarnych Gór, których działalność prowadzi do eksploatacji, zanieczyszczenia i profanacji świętego miejsca Indian.
Od ponad dwustu lat prawo własności do Gór Czarnych pozostaje kwestią rywalizacji i sporu między rządem Stanów Zjednoczonych a plemionami Siuksów. W 1803 roku Francja odsprzedała USA tzw. Terytorium Luizjany, w skład którego wchodziły m.in. zamieszkane wówczas wyłącznie przez tubylcze plemiona okolice Gór Czarnych, a rok później w ich sąsiedztwie pojawiła się badawcza ekspedycja Lewisa i Clarka. Spór ten zrodził się w związku z terytorialną ekspansją USA i wszedł w fazę krytyczną w połowie XIX w. po odkryciu złota - najpierw w Kalifornii (gdy przez okolice gór wędrowało na Zachód kilkadziesiąt tysięcy białych osadników rocznie), a następnie w Górach Czarnych, gdzie odkryła je ekspedycja płk. George’a Armstronga Custera z 1874 roku.
W kolejnych dziesięcioleciach spór próbowano rozwiązywać różnymi metodami – nie tylko w drodze negocjacji i traktatów rządu USA z plemionami Wielkich Równin, ale także przy użyciu siły i metody faktów dokonanych. W 1851, a następnie w 1868 roku Kongres Stanów Zjednoczonych zatwierdził dwa traktaty zawarte ze Siuksami i potwierdzające m.in. ich prawo do Gór Czarnych. W tym samym okresie rozpoczęły się też amerykańskie wojskowe wyprawy badawcze i eksploracja odkrywanych w górach bogactw. W latach 60. i 70. XIX w. Indianie bronili swego stanu posiadania i odmawiali zgody na sprzedaż ziem plemiennych rządowi USA, co doprowadziło najpierw do zakończonej krótkotrwałym zwycięstwem Indian wojny Czerwonej Chmury, a następnie do wojny o Góry Czarne, słynnej klęski Custera w bitwie nad Little Bighorn i sprzecznej z wcześniejszymi traktatami decyzji Kongresu o zajęciu większości ziem Siuksów, w tym Gór Czarnych. W 1889 roku zredukowano tzw. Wielki Rezerwat Siuksów do sześciu niewielkich rezerwatów, istniejących do dziś.
Niemal przez cały XX w. trwały zabiegi Siuksów w celu potwierdzenia swoich praw do Gór Czarnych i przynajmniej częściowego ich odzyskania lub – co bywa możliwe od zaraz – współdecydowania o ich losach, sposobie wykorzystania i zarządzaniu położonymi na terenie gór szczególnie świętymi dla Indian sanktuariami (jak Bear Butte, Inyan Kara, czy Wind Cave). Począwszy od lat 20. XX w. roszczenia Siuksów rozpatrywały kolejno: Sąd Odszkodowań (ang. Court of Claims, który roszczenie odrzucił „z braku kompetencji”), powołana w 1946 roku Komisja Roszczeń Indiańskich (ang. Indian Claims Commission, która w latach 70. potwierdziła prawo Siuksów do odszkodowania za utracone na rzecz USA ziemie) i amerykańskie sądy powszechne – z Sądem Najwyższym włącznie, który w 1980 roku podtrzymał wcześniejsze wyroki, określające zasady wyliczenia i określoną wówczas na 105 mln dolarów wysokość odszkodowania.
Wielu Siuksów nadal uważa Góry Czarne za ziemię świętą, której nie wolno sprzedawać i systematycznie odwiedza ją w celach religijnych. Ponadto indiańscy adwokaci zakwestionowali niekorzystny dla Indian sposób wyliczenia odszkodowania w wygranym procesie o historyczne prawo do tych gór. Dlatego przedstawiciele większości plemion Siuksów, mimo trudnej sytuacji materialnej mieszkańców rezerwatów, kilkakrotnie w ostatnich latach odrzucili przyznane im w 1980 roku odszkodowanie, żądając opracowania planu zwrotu gór w naturze i zwiększenia udziału Indian w administrowaniu położonymi w górach ziemiami federalnymi (niektóre z nich okupując pokojowo, a inne stopniowo wykupując). W tej precedensowej sprawie wspiera ich społeczność indiańska USA i miłośnicy Indian z wielu krajów oraz takie duże organizacje tubylcze, jak Krajowy Kongres Indian Amerykańskich (NCAI).
Jak dotąd rząd USA zdeponował odszkodowanie na oprocentowanym rachunku bankowym, gdzie nadal spoczywa w związku z brakiem porozumienia co do sposobu jego wykorzystania i co do praktycznych następstw korzystnego dla Siuksów wyroku. Uwzględniające pewną część postulatów Siuksów projekty ustaw dyskutowane były (bez powodzenia) w kolejnych kadencjach Kongresu USA na przełomie XX i XXI w. Niezależnie od działań politycznych i lokalnych konfliktów wokół niektórych projektów rozwoju przemysłu i turystyki w Czarnych Górach, rządowe agencje zarządzające tamtejszymi ziemiami publicznymi (np. służba leśna oraz zarządy parków narodowych i stanowych) starają się współpracować z Indianami w sprawach bieżących, uwzględniając niektóre ich potrzeby i sugestie.